# Fégréac

Localització de Fégréac

Fégréac (en bretó Fegerieg) és un municipi francès, situat a la regió de país del Loira, al departament de Loira Atlàntic, que històricament va formar part de la Bretanya. L'any 2006 tenia 2.131 habitants. Limita amb Avessac, Plessé, Guenrouet i Sévérac a Loira Atlàntic, Rieux i Théhillac a Morbihan.

## Demografia
| 1962                                       | 1968  | 1975  | 1982  | 1990  | 1999  |
| ------------------------------------------ | ----- | ----- | ----- | ----- | ----- |
| 1.780                                      | 1.835 | 1.714 | 1.752 | 1.874 | 1.992 |
| Des de 1962: població sense dobles comptes |       |       |       |       |       |

## Administració
| Període | Identitat | Partit        |
| ------- | --------- | ------------- |
| 1995-   | Yvon Mahé | Divers gauche |